# Геліотермальна енергетика
Геліотерма́льна енерге́тика — спосіб перетворення сонячної енергії на тепло для застосування людиною. Сонячна радіація перетворюється на тепло води або іншого рідкого теплоносія. Процес отримання енергії передбачає фокусування сонячного випромінювання на посудині з водою, в результаті чого вода нагрівається, а в подальшому використовується для промислового одержання електроенергії із застосуванням парових електрогенераторів або для опалювання.
Геліотермальні колектори класифікуються незалежним агентством Energy Information Administration (EIA) на високотемпературні, середньотемпературні та низькотемпературні колектори. Низькотемпературні колектори являють собою плоскі пластини, які зазвичай застосовуються для нагрівання басейнів. Середньотемпературні колектори — це також зазвичай плоскі пластини, але вони використовуються для нагрівання води або повітря для місцевих та комерційних цілей. Високотемпературні колектори концентрують сонячне випромінювання за допомогою дзеркал та лінз, і застосовуються зазвичай у виробничих цілях та для виробництва електроенергії.